# Strephonema mannii
Strephonema mannii är en tvåhjärtbladig växtart som beskrevs av Joseph Dalton Hooker. Strephonema mannii ingår i släktet Strephonema och familjen Combretaceae. Inga underarter finns listade i Catalogue of Life.